# Psychotria anartiothrix
Psychotria anartiothrix är en måreväxtart som beskrevs av Julian Alfred Steyermark. Psychotria anartiothrix ingår i släktet Psychotria och familjen måreväxter. Inga underarter finns listade i Catalogue of Life.